# Anzhelika Sidorova
Anzhelika Sidorova (en russe : Анжелика Сидорова, Anjelika Sidorova), née le 28 juin 1991 à Moscou, est une athlète russe, spécialiste du saut à la perche, championne du monde en 2019 à Doha en tant qu'athlète neutre et vice-championne olympique en 2021 à Tokyo sous les couleurs du Comité Olympique russe.

## Biographie
Elle se classe troisième des Championnats d'Europe en salle 2013, à Göteborg, derrière la Britannique Holly Bleasdale et la Polonaise Anna Rogowska, en portant son record personnel en salle à 4,62 m. En juillet 2013, elle remporte la médaille d'argent des championnats d'Europe espoirs de Tampere, derrière sa compatriote Angelina Zhuk-Krasnova, en améliorant son record personnel en plein air avec 4,60 m.
En début de saison 2014, lors des championnats de Russie en salle, à Moscou, Anzhelika Sidorova remporte le titre national et porte son record personnel à 4,72 m. Lors des championnats du monde en salle de Sopot, en Pologne, elle efface une barre 4,70 m et termine deuxième du concours à égalité avec la Tchèque Jiřina Svobodová, la Cubaine Yarisley Silva remportant le concours au nombre d'essais franchis. Vainqueur des championnats d'Europe par équipes de Brunswick, avec un saut à 4,65 m, elle établit fin juillet la marque de 4,70 m à Kazan, au cours des championnats de Russie en plein air qu'elle remporte. Elle participe aux championnats d'Europe de Zurich et s'adjuge le titre continental en étant la seule à franchir une barre à 4,65 m, devançant Ekateríni Stefanídi et Angelina Zhuk-Krasnova.
À la suite de la suspension de la Russie pour dopage organisé, Anzhelika Sidorova n'a pu participer à des compétitions hors du territoire et a donc manqué les 3 rendez-vous internationaux de 2016 : les mondiaux en salle, les Championnats d'Europe et les Jeux olympiques de Rio. Le 23 février 2017, elle fait partie des 3 athlètes russes (avec Aleksiy Sokirskiy et Kristina Sivkova) à être autorisés à concourir sous la bannière d'"athlète neutre" par l'IAAF. Bien que désormais éligible pour l'Euro en salle de Belgrade du 3 au 5 mars suivant, l'athlète ne prendra pas part à la compétition et ne remettra pas son titre en jeu.
Le 4 août, lors des qualifications des championnats du monde de Londres, elle échoue à entrer en finale, ratant ses 3 essais à sa barre d'entrée à 4,50 m.
Le 17 janvier 2018, elle ouvre sa saison hivernale avec un saut à 4,76 m. Le 4 février, à Moscou, elle porte son record personnel à 4,86 m. La semaine suivante, elle remporte le titre national avec 4,87 m. Le 25 février, elle est battue aux essais lors du All Star Perche de Clermont-Ferrand : hauteur de 4,86 m à sa troisième tentative, elle doit néanmoins céder la victoire à Katie Nageotte, auteure de la même performance mais avec deux essais seulement. Les deux battent le précédent record du meeting (4,71 m).
Le 3 mars, au terme d'un sublime concours, Anzhelika Sidorova décroche la médaille d'argent aux championnats du monde en salle de Birmingham avec un saut à 4,90 m, record personnel. Devenant la 7e meilleure performeuse mondiale de l'histoire, elle doit néanmoins s'incliner face à l'Américaine Sandi Morris, vainqueur avec 4,95 m, record des championnats.
Le 29 septembre 2019, elle remporte la médaille d'or championnats du monde à Doha en battant son record personnel deux fois, avec 4,90 m et 4,95 m, et devient la première russe titrée depuis Yelena Isinbayeva en 2013.
Le 25 février 2020, elle porte son record personnel en salle à 4,92 m en remportant les championnats de Russie en salle.
Le 9 septembre 2021, elle remporte la finale de la Diamond League à Zürich en battant son record avec 5,01 m. Elle devient ainsi la quatrième perchiste à dépasser la hauteur symbolique de 5,00 m chez les dames.

## Palmarès
| Date                      | Compétition                        | Lieu                               | Résultat               | Marque                 |
| Représentant la Russie    | Représentant la Russie             | Représentant la Russie             | Représentant la Russie | Représentant la Russie |
| ------------------------- | ---------------------------------- | ---------------------------------- | ---------------------- | ---------------------- |
| 2013                      | Championnats d'Europe en salle     | Göteborg                           | 3e                     | 4,62 m                 |
| 2013                      | Championnats d'Europe par équipes  | Gateshead                          | 2e                     | 4,55 m                 |
| 2013                      | Championnats d'Europe espoirs      | Tampere                            | 2e                     | 4,60 m                 |
| 2014                      | Championnats du monde en salle     | Sopot                              | 2e                     | 4,70 m                 |
| 2014                      | Championnats d'Europe par équipes  | Brunswick                          | 1re                    | 4,65 m                 |
| 2014                      | Championnats d'Europe              | Zurich                             | 1re                    | 4,65 m                 |
| 2015                      | Championnats d'Europe en salle     | Prague                             | 1re                    | 4,80 m                 |
| 2015                      | Championnats d'Europe par équipes  | Tcheboksary                        | 2e                     | 4,70 m                 |
| 2015                      | Championnats du monde              | Pékin                              | finale                 | NM                     |
| En tant qu'athlète neutre |                                    |                                    |                        |                        |
| 2018                      | Championnats du monde en salle     | Birmingham                         | 2e                     | 4,90 m                 |
| 2018                      | Championnats d'Europe              | Berlin                             | 4e                     | 4,70 m                 |
| 2018                      | Ligue de diamant                   | Ligue de diamant                   | 3e                     | 4,82 m                 |
| 2018                      | Coupe continentale                 | Ostrava                            | 1re                    | 4,85 m                 |
| 2019                      | Circuit mondial en salle de l'IAAF | Circuit mondial en salle de l'IAAF | 1re                    | détails                |
| 2019                      | Championnats d'Europe en salle     | Glasgow                            | 1re                    | 4,85 m                 |
| 2019                      | Ligue de diamant                   | Ligue de diamant                   | 2e                     | 4,83 m                 |
| 2019                      | Championnats du monde              | Doha                               | 1re                    | 4,95 m                 |
| 2021                      | Jeux olympiques                    | Tokyo                              | 2e                     | 4,85 m                 |
| 2021                      | Ligue de diamant                   | Ligue de diamant                   | 1re                    | Perche                 |

## Records
| Épreuve          | Épreuve   | Marque | Lieu   | Date             |
| ---------------- | --------- | ------ | ------ | ---------------- |
| Saut à la perche | Plein air | 5,01 m | Zurich | 9 septembre 2021 |
| Saut à la perche | En salle  | 4,95 m | Moscou | 29 février 2020  |